# العربية للإنتاج والتوزيع السينمائي
الشركة العربية للإنتاج والتوزيع السينمائي هي شركة إنتاج أفلام ومسلسلات مصرية شهيرة تأسست عام 2000 وتملكها إسعاد يونس ولها العديد من الأعمال المميزة.

## الإنتاج
- 1999:  مسرحية عفروتو
- 2000: عمر 2000
- 2000: فل الفل
- 2001: بدر[1]
- 2001: رحلة حب
- 2001: جاءنا البيان التالي
- 2001: عفروتو
- 2001: الرجل الأبيض المتوسط
- 2002: خلي الدماغ صاحي
- 2002: محامي خلع
- 2002: هو فيه إيه
- 2003: سهر الليالي

| - 2003: عايز حقي - 2004: صايع بحر - 2005: علي سبايسي - 2006: واحد من الناس - 2007: 45 يوم - 2007: ألوان السما السبعة - 2007: البلياتشو - 2007: الشياطين - 2007: الماجيك - 2007: خارج على القانون - 2007: خليج نعمة | - 2008: لحظات أنوثة - 2009: أدرينالين - 2009: أعز أصحاب - 2009: ميكانو - 2010: رسائل البحر - 2010: زهايمر - 2010: عصافير النيل - 2010: لا تراجع ولا استسلام - 2012: حلم عزيز - 2012: حفلة منتصف الليل - 2013: فبراير الأسود |

## التوزيع
| - 2000: الكاشي ماشي - 2000: فيلم ثقافي - 2001: الساحر - 2001: رانديفو - 2001: علشان ربنا يحبك - 2001: مذكرات مراهقة - 2002: أمير الظلام - 2002: الرجل الأبيض المتوسط - 2002: بركان الغضب - 2002: خلي الدماغ صاحي - 2002: شباب على الهوا - 2002: فلاح في الكونجرس - 2002: محامي خلع - 2002: معالي الوزير - 2002: هو فيه إيه - 2003: التجربة الدنماركية - 2003: المشخصاتي - 2004: أحلى الأوقات - 2004: أشتاتا أشتوت - 2004: بحب السيما - 2004: صايع بحر - 2004: عريس من جهة أمنية - 2004: فرح - 2005: أبو علي - 2005: الباحثات عن الحرية - 2005: السفارة في العمارة - 2005: حاحا وتفاحة - 2005: حريم كريم - 2005: خالي من الكوليسترول - 2005: سيد العاطفي - 2005: علمني الحب - 2005: علي سبايسي - 2005: فرحان ملازم آدم - 2005: ليلة سقوط بغداد - 2005: معلش إحنا بنتبهدل - 2006: آخر الدنيا - 2006: أوقات فراغ - 2006: أيظن - 2006: الآباء الصغار - 2006: الفرقة 16 إجرام - 2006: بالعربي سندريلا - 2006: حليم - 2006: عبده مواسم - 2006: عليا الطرب بالتلاتة | - 2006: عمارة يعقوبيان - 2006: عودة الندلة - 2006: في محطة مصر - 2006: قصة الحي الشعبي - 2006: لخمة راس - 2006: مفيش غير كده - 2006: واحد من الناس - 2006: وش إجرام - 2007: أحلام حقيقية - 2007: استغماية - 2007: البلياتشو - 2007: الحب كدة - 2007: الشياطين - 2007: حوش اللي وقع منك - 2007: حين ميسرة - 2007: خارج على القانون - 2007: شيكامارا - 2007: صباحو كدب - 2007: علاقات خاصة - 2007: عمر وسلمى - 2007: عمليات خاصة - 2007: كركر - 2007: مجانين نص كوم - 2008: إتش دبور - 2008: البلد دي فيها حكومة - 2008: الريس عمر حرب - 2008: الغابة - 2008: المش مهندس حسن - 2008: الوعد - 2008: بوشكاش - 2008: حلم العمر - 2008: شعبان الفارس - 2008: كابتن هيما - 2008: ورقة شفرة - 2009: أدرينالين - 2009: أعز أصحاب - 2009: أمير البحار - 2009: إبراهيم الأبيض - 2009: إحكي يا شهرزاد - 2009: العالمي - 2009: الفرح - 2009: المشتبه - 2009: بالألوان الطبيعية - 2009: بدون رقابة | - 2009: دكان شحاتة - 2009: طير إنت - 2009: عزبة آدم - 2009: ميكانو - 2009: يوم ما اتقابلنا - 2010: أحاسيس - 2010: الرجل الغامض بسلامته - 2010: بنتين من مصر - 2010: 678 (فيلم) - 2010: تلك الأيام - 2010: رسائل البحر - 2010: زهايمر - 2010: عصافير النيل - 2010: كلمني شكرا - 2010: لا تراجع ولا استسلام - 2010: ولاد البلد - 2010: ولد وبنت - 2011: إيي يو سي - 2011: بيبو وبشير - 2011: تك تك بوم - 2011: سيما علي بابا - 2012: بنطلون جوليت - 2012: لمح البصر - 2012: حلم عزيز - 2012: ركلام - 2012: عمر وسلمى 3 - 2012: حفلة منتصف الليل - 2013: الحرامي والعبيط - 2013: الشتا اللي فات - 2013: تتح - 2013: فبراير الأسود - 2013: كلبي دليلي - 2015: فزاع - 2017: يجعلو عامر - 2017: ياباني أصلي - 2017: مش رايحين في داهية - 2017: ليل داخلي - 2017: فين قلبي - 2017: خير وبركة - 2017: تعويذة تو - 2017: أمان يا صاحبي - 2017: الفندق - 2017: آخر ديك في مصر - 2018: خلاويص - 2018: بيكيا - 2023: اتنين للإيجار |

## وصلات خارجية
- الموقع الرسمي